# Décse község
Décse község (románul: Comuna Dieci) község Arad megyében, Romániában. Központja Décse, beosztott falvai Borosrósa, Koroknya, Köröskocsoba, Rékes.

## Népessége
A 2011-es népszámlálás adatai alapján a község népessége 1490 fő volt.